# Benjamin Declercq
Benjamin Declercq (Kortrijk, Flandes Occidental, 4 de febrer de 1994) fou un ciclista belga, professional des del 2017 fins al 2022.
El seu germà Tim també s'ha dedicat professionalment al ciclisme.

## Palmarès
- 2014
  - Vencedor d'una etapa al Tour del Cantó de Saint-Ciers
  - Vencedor d'una etapa als Tres dies de Cherbourg
- 2022
  - Oost-Vlaamse Sluitingsprijs